# Assalt a la comissaria del districte 13
Assalt a la comissaria del districte 13 és una pel·lícula estatunidenca de 1976. És el segon llargmetratge de John Carpenter.

## Argument
La història se situa en una comissaria situada a Los Angeles. Un policia es dirigeix al lloc per supervisar el trasllat dels últims efectius i materials que queden allà, ja que està a punt de cessar les seves operacions.
Malgrat tot, un camió de presoners demana assistència per passar allà la nit, ja que un dels presoners està greument malalt. En el furgó viatja també un criminal al que anomenen "Napoleó Wilson", que té una personalitat irònica i perspicaç, i un home de color amb un fort caràcter.
A aquesta situació s'afegeix la d'un pare venjatiu que ha matat a un membre d'un grup de trinxeraires local per matar a la seva filla petita, la qual cosa fa que els seus companys iniciïn la persecució de l'home fins a l'edifici en el qual queden uns pocs agents de policia, els reclusos i unes poques municions.
Tot això amb l'amenaça constant des de l'exterior d'uns que no s'aturaran davant res ni ningú amb tal de venjar un dels seus. De manera que desapareixen les etiquetes i els policies i criminals que estan en el recinte hauran d'unir-se per sobreviure a l'amenaça que els espera.

## Repartiment
- Austin Stoker: Tinent Ethan Bishop
- Darwin Joston: Napoleon Wilson
- Laurie Zimmer: Leigh
- Martin West: Lawson
- Tony Burton: Wells
- Charles Cyphers: Oficial Starker
- Nancy Loomis: Julie
- Henry Brandon: Sergent Chaney
- Kim Richards: Kathy
- Peter Bruni: Ice Cream Man
- John J. Fox: Warden
- Frank Doubleday
- Marc Ross:
- Alan Koss:

## Al voltant de la pel·lícula
La pel·lícula va servir al realitzador novaiorquès per donar-se a conèixer a causa del seu notable èxit de taquilla i va definir la seva carrera dins del gènere fantàstic de sèrie B. La seva inspiració es troba en el western Río Bravo de Howard Hawks.
Tot i que és considerat un film de culte, demostra la capacitat que té el director per crear una atmosfera tibant que seria una constant en títols posteriors, amb l'afegit de la banda sonora que fa que l'espectador entre fàcilment en l'ambient.
Els actors són la majoria desconeguts com Austin Stoker, el malmès Darwin Jonston o Laurie Zimmer, que no va tornar a treballar al cinema.